# Euonychophora
Euonychophora là bộ của Onychophora đại diện cho tất cả các loài Onychophora đang sống; họ Peripatidae (bao gồm cả hóa thạch † Cretoperipatus) và họ Peripatopsidae. Bàn chân của chúng có một đôi móng vuốt và một lớp đệm, và được bao phủ bởi mụn mủ. Tất cả các loài Onychophora còn lại là các loài hóa thạch của bộ Ontonychophora.